# Jappa
Jappa is een geslacht van haften (Ephemeroptera) uit de familie Leptophlebiidae.

## Soorten
Het geslacht Jappa omvat de volgende soorten:
- Jappa campbelli
- Jappa edmundsi
- Jappa furcifera
- Jappa kutera
- Jappa serrata
- Jappa strigata